# Ventosa (Santi Cosma e Damiano)
Ventosa è una frazione del comune di Santi Cosma e Damiano (Italia), collocata su un'altura dei monti Aurunci da cui si domina la valle del Garigliano sino a Roccamonfina e Sessa Aurunca. La vista arriva sino al monte Massico.
L'ubicazione di Ventosa faceva parte della disposizione difensiva contro i Saraceni, infatti le sue torri, due, oggi ne resta una, servivano ad allarmare l'entroterra cassinate quando i saraceni approdavano al Garigliano. 
Ventosa fu anche eremo distaccato di Montecassino, aspetto non di poco conto nel governo del territorio; infatti è depositato presso l'abbazia un documento di compravendita risalente al 980. 
Il borgo di Ventosa è stato sede di vari frantoi oleari, che apportavano prestigio e benessere; oggi purtroppo, questa attività è in decadenza come pure il centro storico sancosimese.

## Storia
In epoca preromana, l'antico popolo che abitava da tali alture fino al Mar Tirreno era il popolo degli Aurunci. Il territorio di Ventosa in tale epoca doveva appartenere alla città di Vescia.
Ventosa nasce nell'Alto Medioevo. Nell'anno 830 entra nella storia: Ventosa allora era territorio di Gaeta, città bizantina; nei verbali di un processo per una controversia su alcuni beni ecclesiastici appare tra i giudici tale Siceramit de Ventosa. Allora Ventosa era già un villaggio dove avevano trovato rifugio gli abitanti della pianura dalle invasioni barbariche. Nel 1064 i Normanni conquistano Gaeta e 1078 Giordano, principe normanno di Capua dona la contea di Suio all'Abbazia di Montecassino, guidata dall'abate Desiderio. Il controllo della foce del Garigliano attraverso l'acquisizione della contea era di importanza strategica per il monastero cassinete perché questa era un diretto sbocco verso il mare.
Ventosa era uno dei casali più cospicui della contea di Suio; entrando a far parte della Terra di San Benedetto il villaggio s'accresce: all'incirca in quest'epoca si ha la realizzazione di un piccolo monastero benedettino, una cella, dedicata a San Giovanni Battista; probabilmente la cella benedettina fu costruita su di una chiesetta rurale preesistente. L'attuale chiesa di San Martino è costruita sulla stesso luogo, abbandonato dai benedettini nel Trecento. Dell'XII secolo è il simbolo stesso della località, la torre da cui si domina sia la piana del Garigliano sia parte dell'entroterra. Torre romanica, a base quadrata, alta originariamente 24 metri, oggi 5 in meno. Attraverso le tre torri Ventosa, Castelforte e Suio, che si guardavano reciprocamente, si aveva la visione del golfo di Gaeta e dell'arco dei monti Aurunci che lo chiudono.
Nel XV secolo, visse a Ventosa la giovane Aurimpia, ispiratrice del poeta in lingua latina Elisio Calenzio, che l'amava corrisposto.
Nel giorno di Pasqua del 1799, durante la napoleonica Repubblica Partenopea, la popolazione di Castelforte in particolare, ma anche degli adiacenti Santi Cosma e Damiano e Ventosa, dovette difendersi dall'incursione punitiva francese contro le comunità che sostenevano le truppe a massa comandate dall'itrano Michele Pezza, detto Fra Diavolo, fedele al Re borbonico. Si racconta che i Ventosari si difesero casa per casa dall'avanzare delle truppe a colpi di pietre.
Nel 1943-44, trovandosi sulla Linea Gustav, per oltre nove mesi il territorio fu sottoposto all'occupazione dei tedeschi e ai bombardamenti degli alleati che cancellarono una gran parte dell'abitato; gli abitanti furono sottoposti a vessazioni dagli occupanti tedeschi e poi sfollati.

## Società

### Tradizioni e folclore

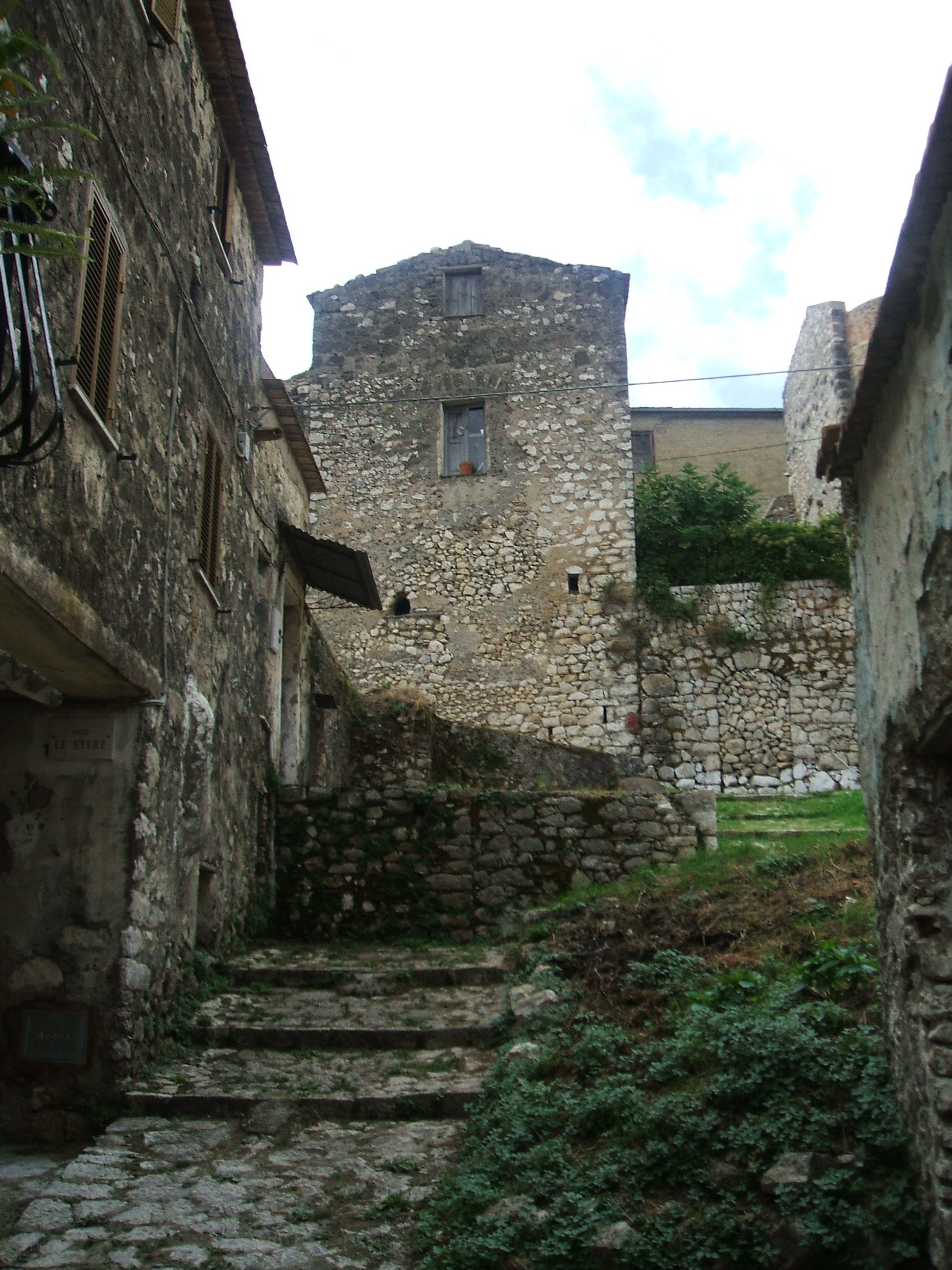
Scorcio di Ventosa

La produzione caratteristica di Ventosa, con le tecniche tramandate da padre in figlio, è la produzione di oggetti in strame (Ampelodesma tenax, vegetale dalle foglie lunghe e fibrose), dalla raccolta della materia prima nei campi fino al prodotto finito. La falciatura si esegue prima del levar del sole, quando il cespuglio è ancora umido di rugiada; il materiale poi è sottoposto a battitura e ridotto a strisce intrecciate. Lo strame, detto stramma, viene utilizzato per l'impagliatura di sedie, per la produzione di cestini e sporte da lavoro, suppellettili etc. Una volta questa era l'attività principale di molte famiglie, complementare al lavoro agricolo; oggi è un'attività amatoriale.
Le festività proprie di Ventosa sono:
- 8 settembre: Festa della Madonna del Riposo.
- 11 novembre: Festa di San Martino.